# Tollhausen
Tollhausen ist ein Ortsteil der Stadt Elsdorf im Rheinland. Elsdorf ist eine Stadt im Rhein-Erft-Kreis, Nordrhein-Westfalen.

## Lage
Tollhausen liegt nordwestlich von Elsdorf. Durch das Dorf verläuft die Kreisstraße 278. Am nördlichen Ortsrand führt die Bundesstraße 55 vorbei.
Am östlichen Ortsrand entlang zog sich ein Förderband, mit dem Abraum vom Tagebau Hambach zur Verfüllung des Tagebaus Bergheim bis 2009 transportiert wurde. Der Tagebau ist mittlerweile verfüllt und wird rekultiviert. Die alte Bandanlage wird im Rahmen des Projektes Terra Nova zum Reit-, Wander- und Radweg umgebaut und dient zukünftig der Freizeitgestaltung.

## Geschichte
Oberflächenfunde gaben Auskunft darüber, dass in und um Tollhausen bereits in der Steinzeit gesiedelt wurde. Ein römischer Gutshof, eine villa rustica auf 2400 Morgen Land, stand am heutigen Ortsrand. Erstmals urkundlich erwähnt wurde der Ort im Jahre 1322.

### Margareten-Kapelle
Die ursprüngliche Margareten-Kapelle wurde im 18. Jahrhundert erbaut und mehrfach neu errichtet. Im 17. Jahrhundert gehörte Tollhausen zur Pfarre Niederembt, erst 1803 wurde der Ort und die Margaretenkapelle der Pfarrei Esch zugeordnet. Im Innern der hl. Jakobus, Anfang 16. Jahrhundert, aus Holz, gefasst von Meister Tilmann aus Köln.

### Erdbeben von Tollhausen
Am 26. August 1878 ereignete sich gegen neun Uhr morgens ein Erdbeben so stark wie nie zuvor in der Region und verursachte allgemeine Panik unter den Menschen. Das Zentrum des Bebens lag neun Kilometer tief in der Erdkruste unterhalb des Ortes Tollhausen. Was sich noch in Straßburg, Paris, Hannover und Amsterdam als leichte Bodenvibration bemerkbar machte, verursachte in der Gegend hohe Schäden. Es war eines der stärksten gemessenen Erdbeben in Deutschland im 19. Jahrhundert. Das Beben war so stark, dass es die Baugerüste an den Domtürmen in Köln zum Schwanken brachte. Giebeleinstürze, Mauerrisse und Kaminschäden waren die Folge. Ein Mensch kam beim Tollhausener Beben ums Leben.
- Siehe auch: Liste von Erdbeben in Deutschland

### Zugehörigkeit
Mit dem Übergang an Preußen 1815 wurde Tollhausen in die Bürgermeisterei Esch eingegliedert, blieb aber eine eigenständige Gemeinde. Die Eigenständigkeit endete, als der Ort 1938 nach Esch eingemeindet wurde. Seit der Kommunalen Neuordnung, die am 1. Januar 1975 in Kraft trat, ist Tollhausen Bestandteil der Gemeinde Elsdorf.

### Feuerwehr
Ein altes Pumpenschild mit der Jahreszahl 1895 beweist, dass es damals bereits eine Feuerwehr in Tollhausen gegeben hat. Nach der Feuerordnung für den Kreis Bergheim vom 3. Oktober 1835, erlassen von Franz Ludwig Graf Beissel, dem „Königlichen Landrat des Kreises Bergheim“, hatte jede Gemeinde für den Feuerschutz selbst zu sorgen. Weil Tollhausen 1849 von der Gemeinde Esch abgetrennt wurde und damit eine eigenständige Gemeinde war, traf diese Verordnung auch hier zu.

### Elektrisches Licht und Telefon
An das Stromnetz wurde Tollhausen 1924 angeschlossen. Erst wurden zwei Straßenlaternen angebracht, die allerdings später auf vier erweitert wurden. Gleichzeitig bekamen die Häuser im Ort einen elektrischen Anschluss. Im Jahre 1930 wurde Tollhausen an die Fernsprechleitung angeschlossen.

## Verkehr
Seit Dezember 2002 hat der Ort nach 50 Jahren wieder eine Busverbindung. Die Linie 988 (Bedburg–Elsdorf) der REVG fährt Tollhausen an.
| Linie | Verlauf |
| ----- | --- |
| 988   | (Stammeln – Heppendorf – Widdendorf – Grouven – Berrendorf-Wüllenrath – Giesendorf –) Elsdorf – Angelsdorf – Esch – Tollhausen – Oberembt – Frankeshoven – Niederembt – Bedburg Schulzentrum / (Kirdorf – Blerichen – Bedburg Bf) |